# Ридж-Спрінгс (Південна Кароліна)
Ридж-Спрінгс (англ. Ridge Spring) — місто (англ. town) в США, в окрузі Салуда штату Південна Кароліна. Населення — 579 осіб (2020).

## Географія
Ридж-Спрінгс розташований за координатами 33°50′43″ пн. ш. 81°39′40″ зх. д. / 33.84528° пн. ш. 81.66111° зх. д. (33.845284, -81.661212).  За даними Бюро перепису населення США в 2010 році місто мало площу 4,79 км², з яких 4,72 км² — суходіл та 0,07 км² — водойми.

## Демографія
Згідно з переписом 2010 року, у місті мешкало 737 осіб у 301 домогосподарстві у складі 213 родин. Густота населення становила 154 особи/км².  Було 359 помешкань (75/км²).
Расовий склад населення:
| - 59,0 % — чорних або афроамериканців - 36,2 % — білих - 0,3 % — корінних американців - 0,1 % — вихідців з тихоокеанських островів - 0,1 % — азіатів - 2,0 % — осіб інших рас |

До двох чи більше рас належало 2,2 %. Частка іспаномовних становила 3,0 % від усіх жителів.
За віковим діапазоном населення розподілялося таким чином: 22,8 % — особи молодші 18 років, 59,0 % — особи у віці 18—64 років, 18,2 % — особи у віці 65 років та старші. Медіана віку мешканця становила 43,0 року. На 100 осіб жіночої статі у місті припадало 83,3 чоловіків;  на 100 жінок у віці від 18 років та старших — 77,3 чоловіків також старших 18 років.
Середній дохід на одне домашнє господарство  становив 39 297 доларів США (медіана — 31 429), а середній дохід на одну сім'ю — 50 411 долар (медіана — 39 375). Медіана доходів становила 32 148 доларів для чоловіків та 21 938 доларів для жінок. За межею бідності перебувало 20,3 % осіб, у тому числі 29,5 % дітей у віці до 18 років та 10,7 % осіб у віці 65 років та старших.
Цивільне працевлаштоване населення становило 368 осіб. Основні галузі зайнятості: роздрібна торгівля — 25,8 %, виробництво — 14,4 %, освіта, охорона здоров'я та соціальна допомога — 12,8 %.